# Katell Quillévéré

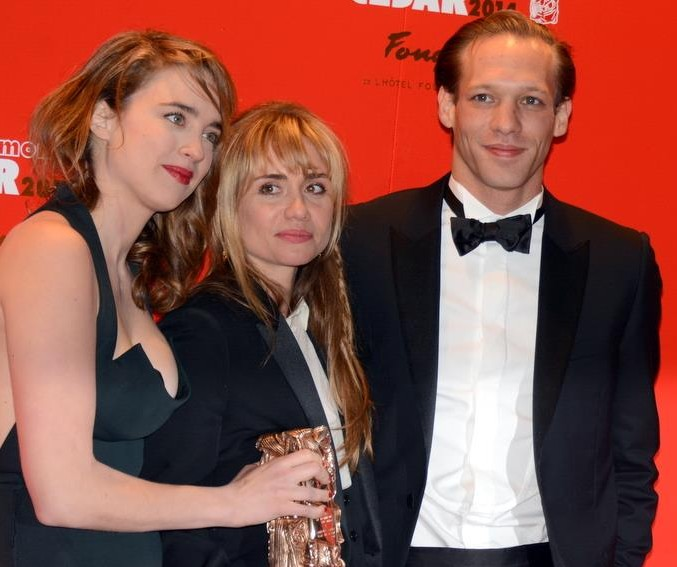
Katell Quillévéré (Mitte) mit Adèle Haenel und Paul Hamy 2014

Katell Quillévéré (* 30. Januar 1980 in Abidjan) ist eine französische Filmregisseurin.

## Leben
Quillévéré ist die Tochter eines Informatikers und einer Biologielehrerin aus der Bretagne. Ihre ersten fünf Lebensjahre verbrachte sie mit ihren Eltern und Großeltern in der Republik Côte d’Ivoire. Später kehrte die Familie nach Frankreich zurück, um sich zunächst im Großraum Paris und später in der Hauptstadt selbst niederzulassen. Quillévéré besuchte das Lycée Fénelon und begann, sich für den Film zu interessieren. Nach Ende der Schulzeit bewarb sie sich für ein Filmstudium an der La Fémis, scheiterte jedoch. Sie studierte an der Universität Paris VIII Film und beendete das Studium mit dem Diplôme d’études approfondies sowie einem Abschluss in Philosophie. An der Universität Paris VIII lernte sie den späteren Regisseur und Drehbuchautor Hélier Cisterne kennen, mit dem sie liiert ist. Der Beziehung entstammt ein Sohn.
Mit Sébastien Bailly gründete Quillévéré 2004 das Festival du cinéma de Brive, das auf Mittellangfilme spezialisiert ist, und leitete es die ersten drei Jahre. Die dort geknüpften Kontakte halfen ihr, ihren ersten Kurzfilm À bras le corps zu realisieren. Der Film lief 2005 im Rahmen der Quinzaine des réalisateurs auf den Internationalen Filmfestspielen von Cannes. Weitere Kurzfilme folgten, bevor Quillévéré 2009 ihren ersten Langfilm Ein starkes Gift drehte. Der Film um die 14-jährige Anna, die kurz vor der Konfirmation die Liebe entdeckt und an Gott zu zweifeln beginnt, erlebte 2010 im Rahmen der Internationalen Filmfestspiele von Cannes seine Premiere und gewann im selben Jahr den Prix Jean Vigo. Auch Quillévérés nächster Spielfilm Die unerschütterliche Liebe der Suzanne war ein Erfolg und wurde 2014 für fünf Césars nominiert; Quillévéré erhielt eine César-Nominierung in der Kategorie Bestes Originaldrehbuch. Ihre zweite César-Nominierung erfolgte in der Kategorie Bestes adaptiertes Drehbuch für die Literaturverfilmung Die Lebenden reparieren aus dem Jahr 2016, die auf dem gleichnamigen Roman von Maylis de Kerangal basiert.

## Filmografie
Wenn nicht anders vermerkt, als Regisseurin und Drehbuchautorin
- 2003: Draußen (Dehors) (Drehbuch)
- 2005: À bras le corps
- 2006: Die Häutung (Les deux vies du serpent) (Kostüme)
- 2007: L’imprudence
- 2009: L’échappée
- 2010: Ein starkes Gift (Un poison violent)
- 2013: Die unerschütterliche Liebe der Suzanne (Suzanne)
- 2016: Die Lebenden reparieren (Réparer les vivants)
- 2018: Seule à mon mariage (Drehbuch)
- 2020: De nos frères blessés (Drehbuch)
- 2023: Le Temps d'aimer

## Auszeichnungen und Nominierungen
- 2010: Prix Jean Vigo für Ein starkes Gift
- 2010: Nominierung Gold Hugo, Chicago International Film Festival, für Ein starkes Gift
- 2010: Nominierung Goldene Kamera und Prix C.I.C.A.E., Internationale Filmfestspiele von Cannes, für Ein starkes Gift
- 2013: Nominierung Gold Hugo, Chicago International Film Festival, für Die unerschütterliche Liebe der Suzanne
- 2014: César-Nominierung, Bestes Originaldrehbuch, für Die unerschütterliche Liebe der Suzanne
- 2014: Nominierung für den Globe de cristal, Bester Film, für Die unerschütterliche Liebe der Suzanne
- 2016: Nominierung Queer Palm, Internationale Filmfestspielen von Venedig, für Die Lebenden reparieren
- 2016: Nominierung Goldene Ähre, Semana Internacional de Cine de Valladolid, für Die Lebenden reparieren
- 2017: César-Nominierung, Bestes adaptiertes Drehbuch, für Die Lebenden reparieren